# Hilde Gueden
Hilde Gueden, o Güden (15 de septiembre de 1917 – 17 de septiembre de 1988) fue una soprano austriaca, en su momento una de las más apreciadas intérpretes de Strauss y Mozart de su país. Sus vivaces y juveniles actuaciones la convirtieron en ideal para papeles como el de Zerbinetta en Ariadna en Naxos y el de Susanna en Las bodas de Fígaro.

## Biografía
Nacida en Viena, Austria, su verdadero nombre era Hulda Geiringer, y estudió canto con Otto Iro, piano con Maria Wetzelsberger, y danza en la Universidad de Música y Arte Dramático de Viena. Debutó, con el nombre de Hulda Gerin, en 1937 en la opereta de Ralph Benatzky Herzen im Schnee, representada en el Volksoper de Viena. Su debut operístico tuvo lugar en 1939, cuando cantó el papel de Cherubino en Las bodas de Fígaro en la Ópera de Zúrich.
En 1941, el famoso director Clemens Krauss la contrató para actuar en la Ópera Estatal de Baviera, en la que cantó con mucho éxito. A partir de esa época utilizó como nombre artístico el de Hilde Gueden. Sin embargo, tenía cierta ascendencia judía, y se vio forzada a dejar Alemania con la llegada del Nazismo. Se rumoreó que había estado a punto de ser arrestada por la Gestapo en Munich, pero que lo había evitado al haber conseguido un pasaporte falso que demostraba que era una mujer polaca y católica.
En Italia, Tullio Serafin la invitó a cantar el papel de Sophie, de El caballero de la rosa, en Roma y Florencia. A partir de entonces consiguió grandes éxitos en ciudades como París, Milán, Londres, Venecia, así como en el Festival de Glyndebourne. Su primera actuación en el Festival de Salzburgo tuvo lugar en 1946 interpretando a Zerlina en la obra de Mozart Don Giovanni. En 1947 inició una larga trayectoria con la Ópera Estatal de Viena, donde fue una de las primeras estrellas hasta 1973. En diciembre de 1951 debutó en el Metropolitan Opera como Gilda en Rigoletto. En 1953 interpretó a Ann Trulove en la primera representación en los Estados Unidos de la ópera de Igor Stravinsky El progreso del libertino, llevada a cabo en el Metropolitan Opera.
A partir de finales de los años 1950 empezó a interpretar personajes líricos en óperas en las que antes había cantado personajes ligeros. Así, fue Susanna y la Condesa Almaviva en Las bodas de Fígaro, Zerlina y Donna Elvira en Don Giovanni, Despina y Fiordiligi en Così fan tutte, Nannetta y Alice Ford en Falstaff, y Musetta y Mimi en La bohème. Gueden recibió también positivas críticas por sus interpretaciones de Violetta en La Traviata, Marguerite en Fausto, y Micaela en Carmen.
Gueden fue una cantante experta y versátil. Además de su habitual repertorio de Mozart y Richard Strauss, también era una excelente cantante de opereta. Su Rosalinde en El murciélago es considerado como uno de sus mejores papeles. En el repertorio del bel canto fue famosa su Gilda en Rigoletto, así como su Adina en El elixir de amor. Además, también hizo un trabajo notable en el campo del lied y del oratorio.
Hilde Gueden falleció en 1988 en Klosterneuburg, Austria. Tenía 71 años de edad. Fue enterrada en el Cementerio Waldfriedhof de Munich.

## Grabaciones
En los años 1950 y 1960, Hilde Gueden hizo docenas de grabaciones con los mejores artistas de su generación, especialmente para la compañía discográfica Decca/London. Entre sus principales discos figuran los siguientes:
- Las bodas de Fígaro, de Mozart, con Lisa Della Casa, Cesare Siepi y Erich Kleiber (director); coro de la Ópera Estatal de Viena y Orquesta Filarmónica de Viena (Decca)
- Don Giovanni, de Mozart, con Lisa Della Casa, Cesare Siepi, y Josef Krips (director); coro y orquesta de la Ópera Estatal de Viena (Decca)
- La flauta mágica, de Mozart, con Wilma Lipp, Leopold Simoneau y Karl Böhm (director); coro y orquesta de la Ópera Estatal de Viena (Decca)
- El murciélago, de Johann Strauss (hijo), con Wilma Lipp, Anton Dermota y Clemens Krauss (director); coro y orquesta de la Ópera Estatal de Viena (London Gramophone LLP 305, Decca)
- El murciélago, de Johann Strauss (hijo), con Erika Köth, Walter Berry y Herbert von Karajan (director); coro y orquesta de la Ópera Estatal de Viena (Decca)
- El barón gitano, de Johann Strauss (hijo), con Karl Terkal, Walter Berry y Heinrich Hollreiser (director); coro y orquesta de la Ópera Estatal de Viena (EMI)
- Dafne, de Richard Strauss, con Fritz Wunderlich, James King y Karl Böhm (director); coro y orquesta de la Ópera Estatal de Viena (DG)
- El caballero de la rosa, de Richard Strauss, con Maria Reining, Sena Jurinac y Erich Kleiber (director); coro y orquesta de la Ópera Estatal de Viena (Decca)
- La mujer silenciosa, de Richard Strauss, con Hermann Prey, Fritz Wunderlich y Karl Böhm (director); coro y orquesta de la Ópera Estatal de Viena (DG)
- Ariadna en Naxos, de Richard Strauss, con Lisa Della Casa, Irmgard Seefried y Karl Böhm (director); coro y orquesta de la Ópera Estatal de Viena (DG)
- Los maestros cantores de Núremberg, de Richard Wagner, con Anton Dermota, Paul Schoffler y Hans Knappertsbusch (director); coro y orquesta de la Ópera Estatal de Viena (Decca)
- La bohème, de Giacomo Puccini, con Renata Tebaldi, Giacinto Prandelli y Alberto Erede (director); Orquesta de la Academia Nacional de Santa Cecilia, Roma (Decca)
- Rigoletto, de Giuseppe Verdi, con Aldo Protti, Mario Del Monaco y Alberto Erede (director); coro y orquesta de la Academia Nacional de Santa Cecilia, Roma (Decca)